# Far East Movement
Far East Movement (FEM, ook wel FM) is een Amerikaanse (electro)hiphop-band uit Los Angeles.

## Geschiedenis
De groep werd opgericht in 2003 en bestaat uit drie leden van Aziatisch-Amerikaanse komaf: Kev Nish, Prohgress en DJ Virman. Tot 2016 maakte ook J-Splif deel uit van de formatie.
Vanaf 2005 werden vijf albums en negentien singles uitgebracht. In 2010 had Far East Movement een wereldwijde hit met het nummer Like a G6 (een samenwerking met The Cataracs en Dev). Deze single werd een nummer 1-hit in de Billboard Hot 100 en was ook een groot succes in Nederland en Vlaanderen. Dit succes kon de groep tot op heden niet evenaren.
De videoclip van de single Live my life (een samenwerking met Justin Bieber en Redfoo) werd opgenomen in Amsterdam. Bieber was hierbij niet aanwezig wegens een drukke agenda.

## Discografie

### Albums
| Album met eventuele hitnotering(en) in de Nederlandse Album Top 100 | Datum van verschijnen | Datum van binnenkomst | Hoogste positie | Aantal weken | Opmerkingen |
| ------------------------------------------------------------------- | --------------------- | --------------------- | --------------- | ------------ | ----------- |
| Free wired                                                          | 22-10-2010            | -                     |                 |              |             |
| Dirty bass                                                          | 18-05-2012            | -                     |                 |              |             |

| Album met hitnotering(en) in de Vlaamse Ultratop 200 albums | Datum van verschijnen | Datum van binnenkomst | Hoogste positie | Aantal weken | Opmerkingen |
| ----------------------------------------------------------- | --------------------- | --------------------- | --------------- | ------------ | ----------- |
| Dirty bass                                                  | 2012                  | 02-06-2012            | 186             | 1            |             |

### Singles
| Single met eventuele hitnotering(en) in de Nederlandse Top 40 | Datum van verschijnen | Datum van binnenkomst | Hoogste positie | Aantal weken | Opmerkingen                                                   |
| ------------------------------------------------------------- | --------------------- | --------------------- | --------------- | ------------ | ------------------------------------------------------------- |
| Like a G6                                                     | 25-10-2010            | 30-10-2010            | 4               | 14           | met Cataracs & Dev / Nr. 3 in de Single Top 100               |
| 2Gether                                                       | 2010                  | 18-12-2010            | tip2            | -            | met Roger Sanchez & Kanobby / Nr. 86 in de Single Top 100     |
| Rocketeer                                                     | 2010                  | 15-01-2011            | 20              | 7            | met Ryan Tedder van OneRepublic / Nr. 47 in de Single Top 100 |
| If I was you (OMG)                                            | 11-04-2011            | 28-05-2011            | tip14           | -            | met Snoop Dogg                                                |
| Do it in the AM                                               | 2011                  | 13-08-2011            | tip11           | -            | met Frankmuzik                                                |
| Jello                                                         | 06-02-2012            | 25-02-2012            | tip20           | -            | met Rye Rye                                                   |
| Live my life                                                  | 05-03-2012            | 10-03-2012            | tip9            | -            | met Justin Bieber / Nr. 45 in de Single Top 100               |
| Turn up the love                                              | 04-06-2012            | 30-06-2012            | 12              | 17           | met Cover Drive / Nr. 19 in de Single Top 100                 |
| Get up (Rattle)                                               | 2012                  | 22-12-2012            | 20              | 10           | met Bingo Players / Nr. 19 in de Single Top 100               |

| Single met hitnotering(en) in de Vlaamse Ultratop 50 | Datum van verschijnen | Datum van binnenkomst | Hoogste positie | Aantal weken | Opmerkingen                        |
| ---------------------------------------------------- | --------------------- | --------------------- | --------------- | ------------ | ---------------------------------- |
| Like a G6                                            | 2010                  | 13-11-2010            | 2               | 17           | met Cataracs & Dev / Goud          |
| 2Gether                                              | 2010                  | 15-01-2010            | tip6            | -            | met Roger Sanchez & Kanobby        |
| Rocketeer                                            | 2010                  | 29-01-2011            | tip9            | -            | met Ryan Tedder van OneRepublic    |
| If I was you (OMG)                                   | 2011                  | 30-04-2011            | tip7            | -            | met Snoop Dogg                     |
| Jello                                                | 2012                  | 10-03-2012            | tip72           | -            | met Rye Rye                        |
| Live my life                                         | 2012                  | 21-04-2012            | 39              | 3            | met Justin Bieber                  |
| Turn up the love                                     | 2012                  | 30-06-2012            | tip78           | -            | met Cover Drive                    |
| Get up (Rattle)                                      | 2013                  | 02-02-2013            | 10              | 16           | met Bingo Players                  |
| Freal love                                           | 2016                  | 29-10-2016            | tip             | -            | met Marshmello, Chanyeol & Tinashe |